# Greenbush (Wirginia)
Greenbush – jednostka osadnicza w Stanach Zjednoczonych, w stanie Wirginia, w hrabstwie Accomack.